# Štefanová
Štefanová (in ungherese Istvánkirályfalva, in tedesco Stephansdorf o Steffelsdorf) è un comune della Slovacchia facente parte del distretto di Pezinok, nella regione di Bratislava.